# Heradion paradiseum
Heradion paradiseum är en spindelart som först beskrevs av Ono 2004.  Heradion paradiseum ingår i släktet Heradion och familjen Zodariidae.
Artens utbredningsområde är Vietnam. Inga underarter finns listade i Catalogue of Life.